# تل خرمنی
تل خرمنی مربوط به دوره ساسانیان است و در شهرستان بوانات، بخش مرکزی، ۳ کیلومتری جنوب شهر سوریان، شمال تفرجگاه طبیعی محمد حنفیه واقع شده و این اثر در تاریخ ۲۲ آبان ۱۳۸۶ با شمارهٔ ثبت ۱۹۹۹۷ به‌عنوان یکی از آثار ملی ایران به ثبت رسیده است.